# 行星防御协调办公室
行星防御协调办公室（英語：Planetary Defense Coordination Office，PDCO）是2016年成立的美國航太總署行星防御机构，專責近地小行星协调检测和追踪、负责鉴别飞向地球的大型物体，并提出转移方案，同时向公众发布警告。